# Fédération des salariés du secteur des activités postales et de télécommunications CGT
La Fédération des salariés du secteur des activités postales et de télécommunications (FAPT-CGT) regroupe au sein de la Confédération générale du travail les salariés de toutes les entreprises ayant des activités postales et de télécommunications, dont La Poste, et Orange (ex France Télécom). 

## Origine

### 1909 - 1919: une double naissance
À la fin du XIXe siècle et au début du XXe siècle, unis dans une même administration, les Postes et Télégraphes, placée sous l'autorité d'un Ministère ou d'un sous-secrétariat d'État, les personnels travaillant dans ce service public relèvent pourtant de statuts d'emploi différents. Les organisations qu'ils créent pour défendre leurs intérêts traduisent cette diversité. 
Le Syndicat national des ouvriers des PTT, créé en décembre 1899 s'adresse à la petite partie du personnel (environ 5 000 unités), dont le statut d'ouvrier garantit le droit syndical. C'est la seule organisation de postiers à se voir reconnue la possibilité d'adhésion à la CGT. Ce que le syndicat fait dès sa création en adhérant à l'Union des Syndicats de la Seine. Il délègue des représentants à tous les Congrès de la CGT jusqu'en 1914. Au congrès de 1906 ceux-ci votent la Charte d'Amiens.
En 1900 sont créées avec l'approbation d'Alexandre Millerand, ministre "socialiste" (mais "indépendant") du Commerce, des postes et télégraphes deux Associations. L'Association générale des agents des PTT naît en novembre. Elle concerne les personnels des bureaux de poste, des services ambulants et des centraux télégraphiques et téléphoniques, au nombre de 40 000 environ. En décembre est fondée l'Association Générale des sous agents des Postes et télégraphes. Ces sous-agents ce sont les facteurs, au nombre de 50 000 environ. Les deux association regroupent près de la moitié des personnels. Mais association n'est pas syndicat. En effet, tous, agents de l'État, n'ont pas le droit de se syndiquer, pas plus que de faire grève. En 1906, une grève de facteurs parisiens a quand même lieu....à l'initiative d'un syndicat créé illégalement et non reconnu.

Lors des grèves postales de 1909, qui mettent en péril le gouvernement Clemenceau, la plupart de ces organisations se rassemblent les syndicats et associations générales des diverses catégories du personnel des PTT voit le jour, sous le nom de Fédération des P.T.T.. Cette première fédération syndicale reste autonome de toute affiliation à la CGT. En 1911, elle présente des candidats et des candidates aux élections des représentants du personnel à la Commission extraparlementaire instituée auprès du sous-secrétaire d'État des Postes et télégraphes. Toutes catégories confondues elle obtient 54 % des 83 000 suffrages exprimés. Cependant cette Fédération disparate a une brève existence : elle ne survit pas à la guerre.
1919 marque la naissance de la Fédération nationale des travailleurs des PTT. D'emblée elle s'affilie à la CGT .

### 1919 - 1945: la fédération postale
La guerre finie, et dans l'effervescence sociale qui suit, les Associations des personnels des PTT se transforment en Syndicats. Dès lors l'adhésion de tous à la CGT s'impose. Le 1er congrès de la Fédération nationale des Postes, Télégraphes, Téléphones se réunit le 28,29 et 30 août 1919, rue de la Grange-aux-Belles à Paris. Les délégués de 308 sections syndicales, soit une par département et organisation fédérée, adoptent statuts et programme revendicatif. Le premier article de ses statuts précise qu'elle est formée entre les trois syndicats nationaux "catégoriels" :
- le Syndicat national de agents des PTT, qui fait suite (en 1918) à l'Association Générale des agents,
- le Syndicat national des employés des PTT, créé en 1905, sous le nom de "Syndicat national des sous-agents des PTT". Ce syndicat national avait adhéré (illégalement) à la CGT en 1910.
- l'Union fédérale des syndicats ouvriers des PTT, qui se nomme par la suite Syndicat national du personnel des services techniques des PTT.

L'article 3 stipule : La Fédération est adhérente à la Confédération générale du travail et à la Fédération internationale des Postes, télégraphes et téléphones. Cependant la souveraineté de la Fédération sur les syndicats qui la constituent ne recueille pas l'unanimité, notamment dans la catégorie des agents. De même la revendication de la journée de huit heures et du repos hebdomadaire (de nombreux bureaux travaillent sept jours sur sept) se heurte à des inquiétudes ou des incompréhensions. De fait jusqu'en 1945, la Fédération nationale des travailleurs des PTT de France et des colonies (nom adopté en 1923), longtemps appelée par les syndicalistes des PTT et dans les congrès de la CGT, Fédération postale, est un agglomérat de trois syndicats nationaux avec leurS sections départementales propres.
Elle tient son 2e congrès du 15 au 18 juin 1921 et annonce 50 000 adhérents. Elle revendiquait en 1919, 75 000 adhérents. Les PTT employant alors environ 150 000 personnes le taux de syndicalisation à la CGT se situerait entre 33 % et 50 %. Les événements de la vie syndicale des années 1921-1922 et la scission qui s'opère entre la "vieille CGT" et la CGTU chamboulent ce paysage.
(en cours de reprise de rédaction)
- Entre 1922 et 1935, les syndicalistes révolutionnaires et les communistes font vivre la FPU, Fédération postale unitaire, au sein de la CGTU. Les anciens "unitaires" deviennent majoritaires au sein de la Fédération CGT des PTT après la Libération. L'un des leurs, Fernand Piccot devient secrétaire général au congrès de Limoges, en septembre 1945. Depuis lors c'est de l'héritage de la FPU, plus que de la fédération postale "confédérée" à la CGT de Léon Jouhaux, que se réclament les dirigeants de la Fédération CGT des PTT.
- Au contraire, après la scission de 1947, la plupart des dirigeants de la fédération postale CGT de l'entre-deux guerres se retrouvent dans la Fédération syndicaliste des travailleurs des PTT de Force ouvrière.

## Liste des congrès, des secrétaires généraux; nombre d'adhérents
- 1er congrès : 28 - 30 août 1919 . Paris . 75 000 syndiqués. André Dutailly secrétaire général
- juin 1920 : Léon Digat secrétaire général, Joseph Lartigue et Antoine Tournadre secrétaires-adjoints. 62 100 syndiqués[9].
- 2e congrès : 15 - 18 juin 1921 . Paris . 48 600 syndiqués. Combes
- 3e congrès : 22 - 23 avril 1922 . Paris. Léon Digat[10] est secrétaire général jusqu'en 1926 année où Antoine Tournadre lui succède
- 4e congrès : octobre 1927 . Paris . Congrès extraordinaire à la suite de conflits de tendance et de personnes. Paul Gibaud est élu secrétaire général.
- 5e congrès : 24 - 25 mai 1928 . Paris . 35 430 syndiqués. Paul Gibaud est élu secrétaire général
- 6e congrès : 7 - 8 juin 1932 . Paris . 44 220 syndiqués. Émile Courrière lui succède
- 7e congrès : 4-5 juin 1934 . Paris . 48 440 syndiqués. Albert Perrot est élu secrétaire général
- 8e congrès : 10 - 14 décembre 1935 . Congrès de la réunification syndicale avec la FPU, (Fédération postale unitaire). Albert Perrot secrétaire général, Henri Gourdeaux secrétaire général adjoint. CGT : 48 400 syndiqués ; CGTU : 10 000 syndiqués[11].
- 1936 : 65 180 syndiqués avant le front populaire, 111 600 syndiqués en 1937.
- 9e congrès : 8 - 11 mai 1938 . Vichy . 94 800 syndiqués. La direction est réélue, mais lors d'un Conseil national fédéral, en octobre 1938, une nouvelle direction est élue : Aimé Cougnenc secrétaire général, Roger Fournier secrétaire-adjoint; tous deux sont de la même tendance, anciens "confédérés".
- septembre 1944 : deux fédérations postales revendiquent la légitimité. L'une est issue de la Résistance, dirigée par les anciens "unitaires" Emmanuel Fleury, Fernand Piccot, l'autre perpétue la direction "confédérée" de 1940 Jean Mathé, Aimé Cougnenc et Edmond Fronty.
- avril 1945 : une direction fédérale provisoire est mise en place, dont sont exclus les anciens dirigeants confédérés. André Coste, issu d'un mouvement de résistance non communiste est le secrétaire général provisoire. À ses côtés figurent le leader de la grève "insurrectionnelle" des PTT parisiens d'août 1944, le communiste Emmanuel Fleury et un bureau fédéral de neuf autres membres, dont le socialiste Dominique Grimaldi.
- 10e congrès : 10 - 15 septembre 1945 . Limoges. Fernand Piccot est élu secrétaire général. Un secrétaire général-adjoint, lui aussi ancien "unitaire" le seconde, René Bontemps. Les votes du congrès font ressortir 95 000 syndiqués environ. Mais ce chiffre ne tient pas compte de ceux des syndiqués revendiquant "une fédération postale démocratique" qui n'ont pas pris part au congrès. Dès cette date, une scission syndicale s'amorce aux PTT. Le vote montre aussi l'écrasante majorité qui se dégage en faveur de la nouvelle direction : 79 556 voix pour, 10 588 voix contre, 5 048 abstentions.
- avril 1946, lors du 26e congrès de la CGT, la fédération des PTT annonce 150 000 syndiqués...
- 11e congrès dit "extraordinaire" : 9 -19 décembre 1946 . Paris . 122 500 syndiqués. Fernand Piccot est réélu. Les opposants à la direction, soit refusent de participer au congrès, tels Camille Mourguès, Charles Béreaux, soit refusent de participer à la direction fédérale comme Dominique Grimaldi. La direction sortante est approuvée cependant par 92 156 voix, contre 27 748 et 4 875 abstentions.
- 12e congrès : 19 - 20 juillet 1948 . Paris. Fernand Piccot est réélu secrétaire général. La scission syndicale et l'échec des grèves de 1947[12] entrainent une désyndicalisation massive de la CGT : 61 300 syndiqués[13]
- 13e congrès : 6 - 9 décembre 1950 . Paris. 53 000 syndiqués. Georges Frischmann est élu secrétaire général[14] en remplacement de Fernand Piccot.
- 14e congrès : 25 -28 novembre 1952 . Paris . 46 000 syndiqués. Georges Frischmann réélu[15].
- 15e congrès : 16 - 19 novembre 1954 . Paris . 47 000 syndiqués.
- 16e congrès : 9 - 12 avril 1957 . 45 700 syndiqués. Paris. Aux côtés de Georges Frischmann, réélu secrétaire général, René Duhamel est secrétaire-général-adjoint.
- 17e congrès : 5 - 8 avril 1960 . Paris. 41 900 syndiqués. Georges Frischmann est réélu secrétaire général
- 18e congrès : 13 - 16 novembre 1962 . Paris.
- 19e congrès : 17 - 20 novembre 1964 . Montreuil.
- 20e congrès : 21- 25 novembre 1967 . Issy-les Moulineaux . 62 700 syndiqués fin 1966.
- 21e congrès : 21 - 24 avril 1970 . Issy-les Moulineaux . 75 200 syndiqués
- 22e congrès : 17 - 20 octobre 1972 . Paris. Georges Frischmann est réélu secrétaire général, Louis Viannet est secrétaire général-adjoint
- 23e congrès : 18 - 22 novembre 1975 . Nanterre . 80 600 syndiqués
- 24e congrès : 29 janvier - 3 février 1979 . Nanterre . 76 800 syndiqués. Louis Viannet élu secrétaire général; Il succède à Georges Frischmann, dont le mandat à la tête de la fédération CGT des PTT a duré 29 ans.
- 25e congrès : 22 - 27 novembre 1982 . Nanterre. 64 700 syndiqués. Albert Leguern est élu secrétaire général
- 26e congrès : 14 - 18 octobre 1985 . Bourges. 70 000 syndiqués. Albert Leguern est réélu secrétaire général.
- 27e congrès : 30 mai - 2 juin 1988 . Le Mans. Maryse Dumas est élue secrétaire générale
- 28e congrès : 18 - 22 novembre 1991 . Montluçon. 54 000 syndiqués[16]
- 29e congrès : 30 janvier - 3 février 1995 . Poitiers. 55 200 syndiqués (en 1993) , 57 200 syndiqués (en 1995)
- 30e congrès : 11 - 15 mai 1998 . Angers. Alain Gautheron est élu secrétaire général, remplaçant Maryse Dumas, qui est élue depuis décembre 1995 au Bureau confédéral de la Confédération générale du travail
- 31e congrès : 15 - 19 octobre 2001 . Clermont-Ferrand. 57 000 syndiqués. Alain Gautheron est réélu secrétaire général.
- 32e congrès : 15 - 19 novembre 2004 . Perpignan. 55 450 syndiqués. Colette Duynslaeger est élue secrétaire générale
- 33e congrès : 17 - 21 mars 2008 . Grenoble. 55 000 syndiqués. Ce chiffre reconnait un déficit de 400 adhérents. Mais le compte-rendu des votes n'enregistre que 54 215 syndiqués représentés par 372 délégués[17]. Le texte d'orientation est adopté par 75, 8 % des voix (13 % contre, 11 % d'abstention). Réélection de Colette Duynslaeger au secrétariat général de la Fédération.
- 34e congrès : 26 - 30 septembre 2011. Lille. 386 délégués adoptent à 93,5 % le rapport d'orientation de la FAPT-Cgt. La syndicalisation est un des points discutés. La secrétaire générale annonce une perte de 1 095 adhérents entre 2008 et 2010... tandis que le bilan de trésorerie annonce... 53 351 syndiqués en 2008, et 51 930 en 2010[18]. La secrétaire générale est reconduite dans son poste. La moyenne d'âge du secrétariat fédéral (5 membres) est de 45 ans. Le bureau fédéral (19 membres) a un âge moyen de 44,4 ans[19].
- 35e congrès : 23 - 27 mars 2015. Marseille. 339 délégués (40,3 % de femmes), dont l'âge moyen est 47 ans[20], porteurs de 48 584 mandats, approuvent à 84 % les orientations proposées par la direction fédérale. Celle-ci est modifiée du fait du départ de Colette Duynslaeger pour le Bureau confédéral de la CGT. Le secrétaire général élu est Christian Mathorel, 51 ans, agent de maitrise à Orange. Le secrétariat fédéral compte trois autres membres issus de La Poste. Parmi les membres de la Commission exécutive, outre les salariés des deux entreprises historiques du secteur déjà citées, sont représentés ceux d'autres opérateurs : SFR, Exapaq, Chronopost, Mediapost, SFD, Duacom, Fusion, Adrexo, Coriolis, Protelco, Procourrier.
- 36e congrès : 24 - 28 septembre 2018. Reims. 315 délégués représentant (officiellement) 42 121 syndiqués[21], qui approuvent à ... 92 % les orientations définies et proposées par la direction fédérale. 44 % sont des déléguées alors que les sources mêmes du syndicat annoncent un taux de féminisation de 57 % à la Fédération. L'âge moyen du congrès n'est pas publié. Le secrétaire général sortant est reconduit dans sa fonction.

## 1922 - 1935, notes sur la Fédération postale unitaire
- 25 avril 1922 : réunion constitutive. Joseph Lartigue est secrétaire général. Issu du Syndicat national des agents, demeuré très majoritairement à la CGT, il a deux secrétaires-adjoints représentant les deux autres catégories du personnel postal, l'employé (i.e. facteur) Harrault et l'ouvrier A. Peltier.
- 1923 : Henri Raynaud est secrétaire général-adjoint de la fédération postale unitaire.
- 23 -24 avril 1924 : 1er congrès de la FPU. Lartigue, qui fait partie d'une minorité syndicaliste révolutionnaire n'est pas réélu.
- février 1925 : Henri Gourdeaux, secrétaire général . 15 500 syndiqués.
- Lors des élections pour désigner les représentants du personnel au Conseil supérieur des PTT, la FPU présentent des candidats aux scrutins de novembre 1925 et novembre 1926. De même elle est présente en avril 1926 et 1927 aux élections pour les délégués aux conseils de discipline. C'est la seule période de son existence où elle esquisse de s'intégrer dans les institutions où les postiers sont représentés. Parmi ses candidats, figurent Julien Taillard, agent manipulant, l'ouvrier des Lignes Thomas, le courrier-convoyeur Peyrottes. Au scrutin de 1925, la FPU rassemble, les trois collèges électoraux confondus, environ 14 200 voix, la fédération nationale CGT recueillant plus de 52 500 voix et une liste autonome pointant à près de 9 700 suffrages chez les facteurs.
- février 1927 : Julien Taillard secrétaire général, Jean Grandel secrétaire général-adjoint . 13 000 syndiqués
- juin 1930 : Henri Gourdeaux secrétaire général. Au secrétariat fédéral ses adjoints sont Jean Grandel, pour la catégorie des "agents", Emmanuel Fleury, facteur, Léonard Garraud, ouvrier, et Adèle Lecoq, dame téléphoniste. 12 400 syndiqués
- 1932 : 10 200 syndiqués